# Balé Nacional de Cuba

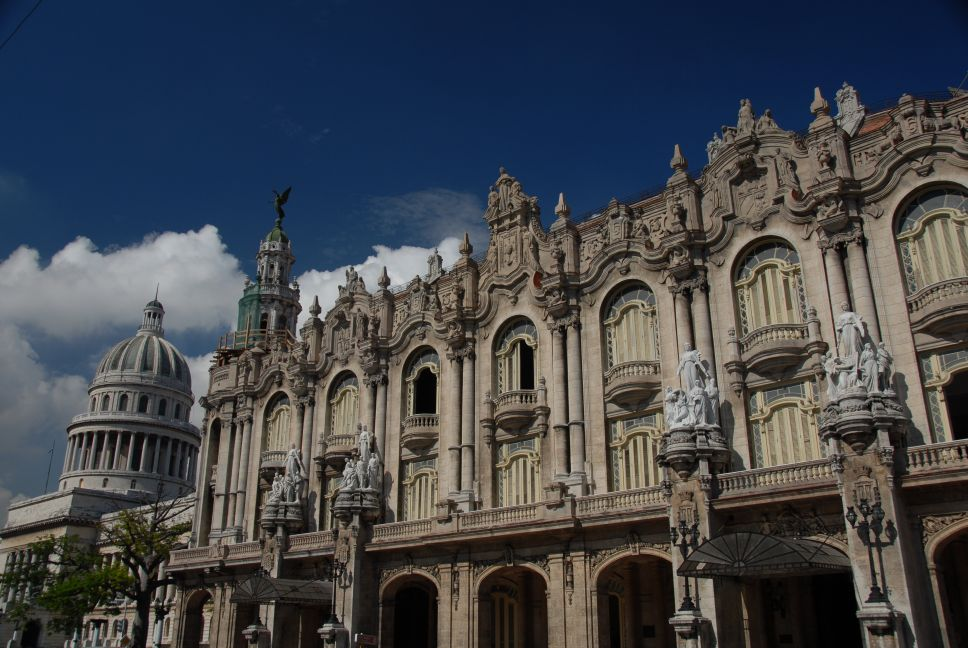
O Grande Teatro de Havana, sede permanente do Balé Nacional de Cuba.

O Balé Nacional de Cuba (em castelhano:  Ballet Nacional de Cuba, BNC) é uma companhia cubana de balé. Esta companhia é considerada o ápice da forte e consolidada Escola Cubana de Balé, fruto da união de Fernando Alonso, Alicia Alonso, grande bailarina, e Alberto Alonso, irmão do primeiro e primeiro bailarino profissional de Cuba. O BNC é atualmente dirigido por Viengsay Valdés.

## História
A companhia foi fundada em 28 de outubro de 1948 com o nome de Balé Alicia Alonso.
Já em seu primeiro ano de vida fez sua primeira turnê por vários países da América Latina. Em 1950, foi fundada a Academia Nacional de Balé Alicia Alonso, a primeira do gênero em Cuba, onde novas figuras do balé cubano seriam forjadas a partir de então.  A partir desse mesmo ano, Alicia começou a estrear suas próprias coreografias com a companhia, entre as primeiras estão Ensayo Sinfónico y Lydia. E em 1952, o repertório da companhia incluía as obras La fille mal gardée, coreografada por Alicia Alonso, e Un concierto en blanco y negro de José Parés.Em 24 de janeiro de 1954, a versão completa de O Lago dos Cisnes estreou na América Latina e, em 1955, a companhia foi renomeada para Balé de Cuba.
Em 20 de maio de 1956, Romeu e Julieta, de Prokofiev, estreou nos Estados Unidos, com coreografia de Alberto Alonso, irmão mais novo de Fernando Alonso. Durante este período, a Cerimônia de Homenagem e Reparação, organizada pela Federação de Estudantes Universitários (FEU), foi realizada no Estádio Universitário como um protesto contra as medidas tomadas pelo governo Batista.Em 1957, Alicia foi convidada para dançar nos principais teatros da União Soviética, ao lado de Fernando Alonso, o que lhe permitiu aproximar-se das tradições do balé desses países e, posteriormente, incorporá-las à técnica do Balé de Cuba.

### Depois de 1959

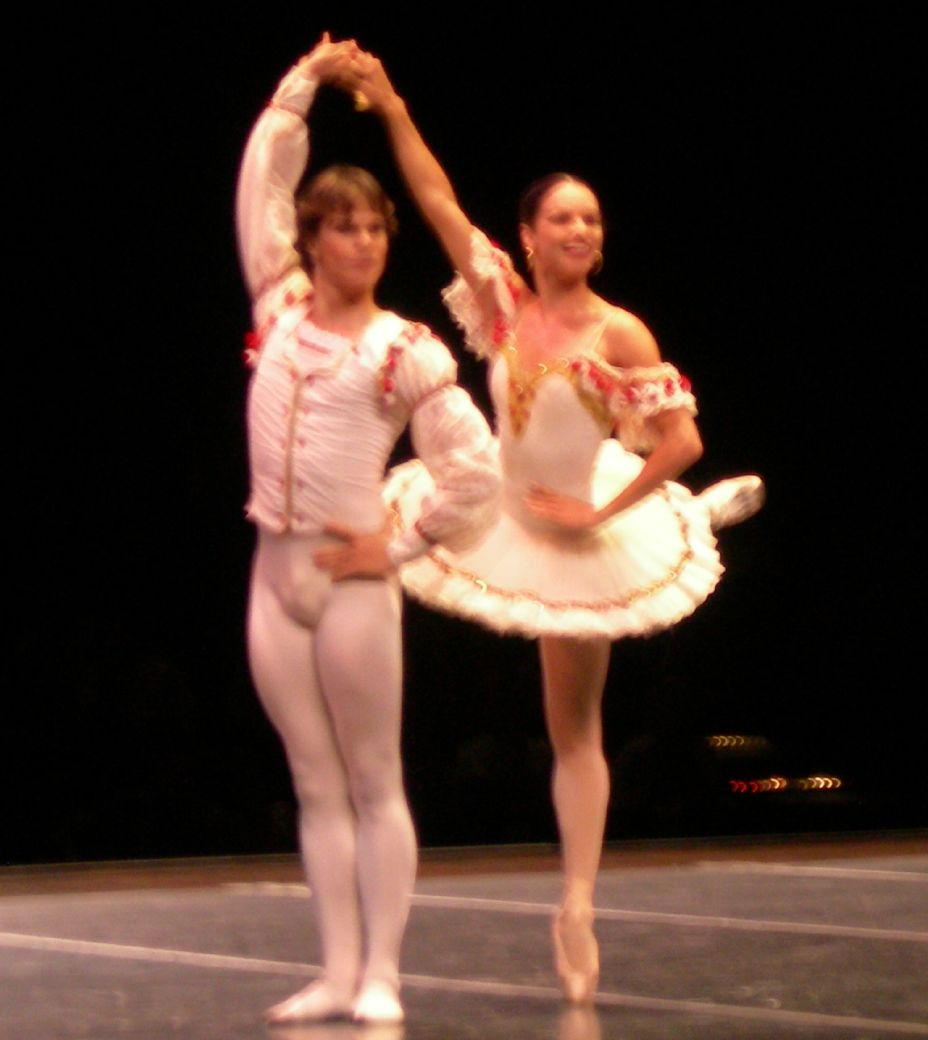
Pas de deux do balé Don Quixote, interpretado por Viengsay Valdés e Joel Carreño.

Quando do triunfo da Revolução Cubana em 1959, a companhia se reorganizou após um período de inatividade e adotou o nome de Balé Nacional de Cuba. Em 1960, estreou a obra Despertar, de Enrique Martínez, baseada no feito revolucionário cubano. Este período foi muito produtivo para o Balé Nacional de Cuba, pois sediou o Primeiro Festival de Balé de Havana, um evento que desde então se tornou um dos eventos mais importantes do balé cubano e internacional. Também se realiza a primeira turnê pelos países socialistas da Europa e da Ásia.
Em 1963, foi filmada a versão coreográfica do balé Giselle, de Alicia Alonso, incorporando o balé à televisão como mais uma forma de divulgar essa arte entre a população cubana. Em 1964, eles participaram pela primeira vez da Competição Internacional de Balé de Varna. Vários dançarinos do Balé Nacional Cubano, incluindo Mirta Plá e Josefina Méndez, ganharam medalhas. Em 1965, Loipa Araújo ganhou a Medalha de Ouro para Cuba nesta competição. No mesmo ano, estreou Carmen, de Alberto Alonso, estrelando Alicia Alonso no papel de Carmen, marcando um marco significativo no avanço da qualidade do balé cubano.
Em 1º de dezembro de 1965, o Balé Nacional patrocinou a criação do Balé de Camagüey, que se tornou a segunda companhia profissional de balé de Cuba. Isso permitiu que o número de profissionais na ilha aumentasse, sem comprometer a qualidade, e permitiu que a prática desta arte se espalhasse por todo o país. Em 1968, formaram-se os primeiros bailarinos treinados inteiramente nas escolas de arte do país. Marta García Peñate ganhou o Primeiro Prêmio na Categoria Jovem no Concurso Internacional de Balé de Varna, prêmio posteriormente conquistado por Rosario Suárez em 1970, demonstrando a ascensão da qualidade do balé cubano. Este ano, o Balé Nacional e Alicia Alonso venceram o Grand Prix de la Ville de Paris, e as bailarinas Marta García, Loipa Araújo, Mirta Plá e Josefina Méndez receberam o Prêmio Estrela de Ouro no 8º Festival Internacional de Dança realizado em Paris.
Em 1973, Amparo Brito ganhou a Medalha de Ouro no Concurso Internacional de Balé de Moscou, e a Universidade de Havana concedeu a Alicia Alonso um doutorado honoris causa em arte. Este ano, o Balé Nacional de Cuba comemorou o 25º aniversário de sua fundação com diversas atividades e uma temporada especial com diversas figuras estrangeiras.
Em 1976, Amparo Brito recebeu o prêmio de "Mais Excelente Participação Individual" no Concurso Internacional de Balé do Japão, distinção que mais tarde seria concedida a Marta García em 1978 e Lázaro Carreño em 1980.
Em 1978, o Balé National fez sua primeira turnê pelos Estados Unidos. Este ano marca o 30º aniversário da fundação do Balé Nacional e o 35º aniversário da estreia de Alicia Alonso em Giselle. Em 24 de março de 1980, a UNESCO organizou uma Gala Internacional em Paris em homenagem a Alicia Alonso. Em 1981, Alicia Alonso recebeu o Primeiro Grau da Ordem Félix Varela, a mais alta distinção concedida a uma figura no campo da cultura em Cuba.
O 1º Curso Prático Internacional da escola de balé cubana ocorreu em 1982. Em 1983, Amparo Brito e Lázaro Carreño receberam a Medalha de Ouro para seus pares e as mais altas distinções individuais no Concurso Latino-Americano de Balé e Coreografia, no Brasil. Este ano, Loipa Araújo, Aurora Bosch, Mirta Plá e Jorge Esquivel receberam a Medalha Alejo Carpentier concedida pelo Conselho de Estado da República de Cuba.
Em 1987, o Balé Nacional colaborou na criação da Faculdade de Artes da Dança do Instituto Superior de Arte de Cuba, que concedeu a Alicia Alonso o título de doutora honoris causa em Artes da Dança. Em 1990, José Manuel Carreño ganhou o Grande Prêmio no Concurso Internacional de Jackson, nos Estados Unidos, e em 1991, Loipa Araújo, Aurora Bosch, Josefina Méndez e Mirta Plá receberam o Prêmio Anual do Grande Teatro de Havana. Em 1993, foi criada a Cátedra de Dança Alicia Alonso na Universidade Complutense de Madri, fundada para aumentar a colaboração entre os balés de Madri e de Cuba. Em 1994, o coreógrafo Alberto Méndez ganhou o Prêmio Anual do Grande Teatro de Havana.

## Repertório
O repertório da companhia é extenso e apresenta os melhores balés e coreografias do mundo. Entre os mais populares estão:
- Apolo
- O Lago dos Cisnes
- Cenicienta
- O Quebra-Nozes
- Carmen
- Coppélia
- Giselle
- Antares
- Dom Quixote
- A Fille Mau Gardée
- Theme and Variations
- A Bela Durmiente
- In The Night
- A Flauta Mágica
- Festival das Flores em Genzano
- Napoli
- As Sílfides
- A Casa de Bernarda Alba
- Paquita

## Coreógrafos
O repertório do Balé Nacional de Cuba inclui peças dos maiores coreógrafos clássicos, além de renomados artistas do século XX, tanto cubanos quanto estrangeiros.
- Alicia Alonso
- Eduardo Blanco
- Peter Quanz
- Claudio AJ Lobos
- Cathy Marston
- Alberto Méndez
- Alberto Alonso
- Iván Tenorio
- George Balanchine
- Jerome Robbins
- Pedro Consuegra
- José Parés